# Weese
Weese ist ein Ortsteil der Gemeinde Voltlage innerhalb der Samtgemeinde Neuenkirchen im Westen des Landkreises Osnabrück in Niedersachsen.

## Geografie

### Denneberg

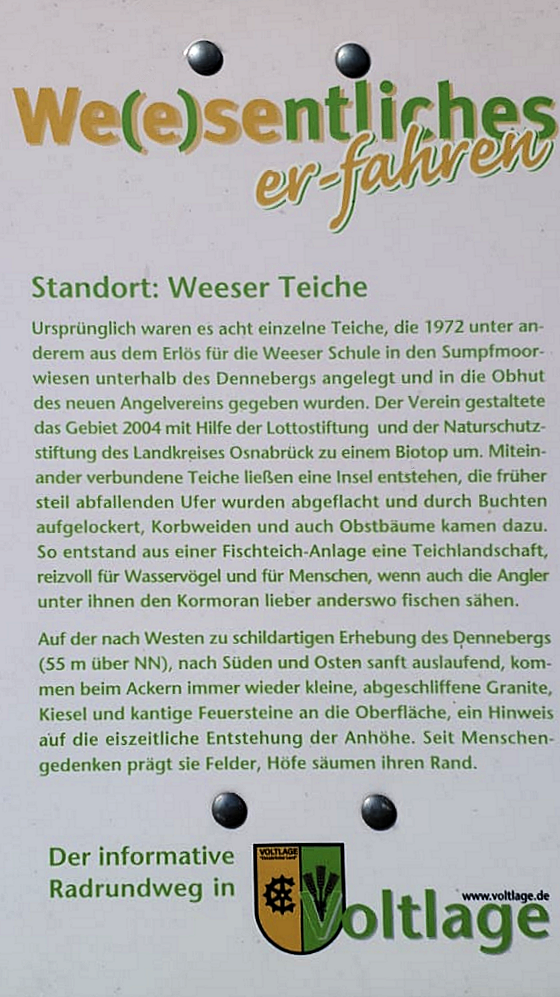
Informationstafel an den Weeser Teichen

Der Denneberg (55 m) ist eine schildartige Erhebung südöstlich von Weese und hat eiszeitlichen Ursprung. Der Denneberg ist eine Ackerfläche und bei der Bodenbearbeitung (ackern) treten immer wieder kleine abgeschliffene Granite, Kiesel und kantige Feuersteine an die Oberfläche. Die nebenstehende Informationstafel steht südöstlich vom Dennenberg, an den Weeser Teichen. Die Weeser Teiche sind künstlich angelegte Angelteiche, welche ursprünglich Sumpfmoorwiesen unterhalb des Dennenbergs waren.

### Nachbarorte
Weese grenzt im Norden an Voltlage, im Osten an Steinfeld und Rothertshausen (beide Gemeinde Neuenkirchen), sowie im Süden an Recke und im Westen an Halverde (beide Kreis Steinfurt, Nordrhein-Westfalen).

## Geschichte
Weese wurde am 1. Juli 1972 in die Gemeinde Voltlage eingegliedert.

## Einwohnerentwicklung
Wohnbevölkerung der Gemeinde Weese mit Gebietsstand vom 27. Mai 1970:
| Datum              | Einwohner |
| ------------------ | --------- |
| 17. Mai 1939       | 392       |
| 13. September 1950 | 525       |
| 6. Juni 1961       | 378       |
| 27. Mai 1970       | 379       |

## Vereine und Verbände

### Vereine
- Schützenverein Voltlage-Weese e.V.
- Angelverein Weese e.V.

### Andere Zusammenschlüsse
- WeeserSport
- Weeser10
- Weeser Landjugend

## Wirtschaft und Infrastruktur

### Ansässige Unternehmen
- bema GmbH (Behrens Maschinenfabrik): Hersteller von Kehrmaschinen
- frank tebbe GmbH (Heizung, Sanitär, Solartechnik, Lüftungsanlagen, Holzheizung/Pellets, Elektro)
- GOECKE GmbH (Tischlerei)
- Gartenbau Wencker (Spargel, Beerenobst, Gartenpflege)

## Persönlichkeiten

### Söhne und Töchter des Ortsteils Weese
- August Hülsmann (1948–2021), Ordensgeistlicher, Provinzial der Deutschen Ordensprovinz der Herz-Jesu-Priester